# Историјат идеје о аутономији Војводине
Покрет за аутономију Војводине су, историјски посматрано, предводили локални Срби, који су чинили најбројнију етничку групу у регији.
Први покушаји Срба да на подручју данашње Војводине створе територијално-политичке ентитете били су Српско царство Јована Ненада (1526—1527) и Сремско војводство Радослава Челника (1527—1530) у 16. веку. Основна идеја цара Јована Ненада била је да ослободи хришћане од Турака и да створи српску државу на простору Бачке, Баната и дела Срема. Срби 1594. године подижу Банатски устанак, покушавајући да се ослободе османске власти и обнове српску државу.

## Период хабзбуршке управе
Током владавине Хабзбурга, статус Срба у Хабзбуршкој монархији дефинисан је у пет докумената: 1. Позивном манифесту балканским хришћанима од 6. априла 1690. године; 2. Привилегији од 21. августа 1690. године; 3. Заштитној дипломи од 11. децембра 1690. године; 4. Привилегији од 20. августа 1691. године и 5. Привилегији од 4. марта 1695. године. Овим документима су Срби признати као народ (Natio Serbica, Natio Rasciana), признато им је право на избор војводе, као и право да „остану под управом и под уредбама својих рођених власти“.
На сабору у Баји 1694. године Срби су изнели захтев да им се додели посебна територија за насељавање у Славонији, Срему, Бачкој и Поморишју („Славонија, Мала Влашка, Срем, поље Куманско, дистрикат између Драве и Саве све до реке Илове и границе Хрватске, поље Ђулинско, дистрикат Арадски све до Јенове, те Халмађ између реке Мориша и Црног Криза.”). На црквено-народном сабору у Крушедолу 1708. године, будимски Срби су тражили да Срби добију Бачку, Банат, Срем и Славонију.
На Темишварском сабору 1790. представници Срба су од хабзбуршког цара затражили посебну територију којом би сами управљали. У том смислу, захтевали су да им буде додељен Банат. Међутим, ови српски захтеви за посебном територијом нису тада испуњени од стране хабзбуршких власти.
Територијална аутономија Срба је остварена тек у револуцији из 1848. године, када су, као одговор на политику револуционарне мађарске владе, а у складу са привилегијом из 1691. године, Срби формирали аутономну Српску Војводину и успоставили своју власт на просторима Срема, Бачке и Баната. У прокламоване границе Српске Војводине улазили су „Срем са Војном Границом, Барања, Бачка са Бечејским дистриктом и Шајкашким батаљоном, Банат са Кикиндским дистриктом и Војном границом“.
Овај пут, хабзбуршке власти су изашле у сусрет српским захтевима, тако да је, као политички наследник Српске Војводине, царским патентом од 18. новембра 1849. формирано Војводство Србија и Тамишки Банат, које је обухватало оне делове Бачке, Баната и Срема, који су се налазили изван оквира Војне крајине. Пошто се у међувремену аустријска политика према Мађарима променила, војводство је укинуто 1860. године, а највећи део његове територије је прикључен Краљевини Угарској. Као реакцију на укидање војводства, Срби су 1861. године организовали Благовештенски сабор, на коме је тражено да се војводство поново успостави, а на сабору је усвојен и устав будућег војводства. Међутим, аустријске власти нису изашле у сусрет Србима. Уместо тога, Аустријанци су 1867. године аутономију дали Мађарима и прихватили трансформацију Аустријског царства у двојну Аустроугарску монархију, чиме су се Срби нашли под влашћу Мађара. Политичка борба за територијалну аутономију Срба настављена је од стране српских посланика у угарском сабору, све до распада Двојне монархије.
Румунски политичар Аурел Поповић је 1906. године предложио претварање Аустроугарске у Сједињене Државе Велике Аустрије, а једна од држава коју је предложио као чланицу ове федерације била је и Војводина. Према овом предлогу, држава Војводина би обухватала јужну и западну Бачку, као и западни Банат, остављајући Срем Хрватској, Суботицу Мађарској, а Вршац Трансилванији.
У време распада Аустроугарске, крајем 1918. године, Микша Штробл је предложио очување Угарске, као кантонизоване државе, преуређене по угледу на Швајцарску ("Швајцарска на Истоку"). Овим предлогом је, између осталог, било предвиђено и формирање српског и буњевачког кантона. Српски кантон би обухватао јужну Бачку и западни Банат, док би буњевачки обухватао северну и западну Бачку, а такође и Барању.
- Посебна територија за Србе са политичком самоуправом у оквиру Хабзбуршке монархије, захтевана на српском сабору у Баји 1694. године.
- Посебна територија за Србе, тражена од стране будимских Срба на српском сабору у Крушедолу 1708. године.
- Банат, посебна српска аутономна област - војводство, тражена на Темишварском сабору 1790. године.
- Прокламоване границе Српске Војводине 1848. године.
- Држава Војводина у оквиру предложених Сједињених Држава Велике Аустрије 1906. године.
- Предлог кантонизоване Угарске, у време њеног распада 1918. године.

## Период Краљевине Југославије
Нова прилика за остварење политичких захтева Срба јавила се распадом Аустроугарске крајем 1918. године. 25. новембра 1918. године, на Великој народној скупштини Срба, Буњеваца и осталих Словена у Банату, Бачкој и Барањи, формирана је покрајина Банат, Бачка и Барања и проглашено је присаједињење ове покрајине Краљевини Србији. Стварањем Краљевства Срба, Хрвата и Словенаца 1. децембра 1918. покрајина Банат, Бачка и Барања улази у састав ове државе. У почетку је покрајина имала своју владу (Народну управу) и скупштину (Велики народни савет), а у надлежности покрајинске владе налазили су се следећи одсеци: политички послови, унутрашњи послови, правосуђе, просвета (школа и црква), финансије, саобраћај, привреда, прехрана и снабдевање, социјалне реформе, народно здравље и народна одбрана. Постепено су ове установе Баната, Бачке и Барање интегрисане са установама Краљевства СХС, а Народна управа је своју последњу седницу одржала 11. марта 1919. године. Покрајина Банат, Бачка и Барања је, међутим, званично и даље чинила једну од покрајина Краљевства СХС све до поделе земље на области 1922 године.
С обзиром да је Краљевина Срба, Хрвата и Словенаца била централизована држава, јавиле су се идеје о њеној федерализацији, а предлагано је да једна од федералних јединица буде и Војводина. Међу политичарима који су се залагали за аутономију Војводине били су Душан Бошковић Дуда, Јоца Лалошевић и Милан Костић. Овај покрет за аутономију био је претежно српски, а једно од упоришта је имао и у Матици српској у Новом Саду. Није имао значајнију подршку међу мањинама, посебно међу најбројнијим – немачкој и мађарској. Подела земље на бановине (укључујући и Дунавску бановину) 1929. године није задовољила заговорнике федерализације земље и аутономије историјских покрајина, тако да су ови покрети наставили да делују и након формирања бановина. Иако без стварне аутономије, Дунавска бановина је чинила једну територијално-политичку целину у чији оквир су ушли углавном простори који су историјски сматрани Војводином (Бачка, Банат, Срем, Барања), са додатком неких територија јужно од река Дунава и Саве (део Шумадије, Браничево).
Окупацијом и поделом Југославије од стране Сила Осовине 1941. године, подручје Војводине је подељено између Хортијеве Мађарске (Бачка и Барања), Павелићеве НДХ (Срем) и Недићеве Србије (Банат). Банат је, у оквиру Недићеве Србије, политички успостављен као аутономна територија, којом је управљала локална немачка национална мањина, док су већински Срби на подручју Баната били политички маргинализовани. У историјском смислу, Немци су, поред Срба, такође имали политичке програме о стварању територијалних политичких ентитета на подручју данашње Војводине. Тако су 1918. године прогласили Банатску републику у Банату, док су 1920. године предложили стварање Републике Банатије, састављене од Баната и Бачке. 1941. године су планирали да формирају Јужнонемачку тампон државу, састављену од Баната, Бачке и Барање. Поразом Сила Осовине и одласком немачке војске из Баната 1944. године, пропале су и ове политичке тежње локалних Немаца.
- Предложена држава Банатија 1920. године.
- Планирана Јужнонемачка тампон држава 1941. године.

## Период након 1944. године
Идеју о аутономији Војводине прихватила је и комунистичка партија, која је са својим партизанским покретом 1941. године на подручју Војводине започела борбу против окупатора. Партија је као политички циљ своје борбе у Војводини истакла формирање будуће аутономне Војводине, у којој ће њени народи уживати равноправност. Срби, који су били главне жртве окупационих режима у Војводини, а такође и припадници других народа Војводине су учествовали у овој борби, да би након пораза Сила Осовине била укинута окупаторска територијално-политичка подела, уместо које је октобра 1944. формирана аутономна Војводина, која се 1945. године прикључила федералној Србији. Статус Аутономне Покрајине Војводине у оквиру Србије је регулисан 1. септембра 1945. године, да би 7. априла 1963. покрајини било промењено име у Социјалистичка Аутономна Покрајина Војводина (САП Војводина).
Устав из 1974. године је дефинисао Војводину као једног од субјеката федерације и проширио јој аутономију, иако је Војводина и даље званично била у саставу Србије. 1989. године је аутономија Војводине знатно умањена (Војводини је укинут статус субјекта федерације), да би након промене режима у Србији 2000. године била делимично увећана. 28. марта 1990. је покрајина поново названа Аутономна Покрајина Војводина (избачен је придев „социјалистичка"). Аутономија покрајине је регулисана Омнибус законом из 2002. године, а затим и Уставом Србије из 2006. године, као и Статутом Војводине из 2009. године. Извршно веће Војводине је преименовано у Владу Војводине, која поред осталих чланова, има председника владе и четири потпредседника.
Због незадовољства дела локалне јавности у Војводини укидањем степена аутономије из 1974. године, у покрајини се током 1990-тих појавио аутономашки покрет, који је заговарао више аутономије за Војводину, а једна од идеја за повећање аутономије укључивала је и предлог да Војводина добије статус републике у оквиру федералне Србије. Предводници овог аутономашког покрета су, као и у ранијим периодима, били локални Срби. Супротно сепаратистичком покрету косовских Албанаца, војвођански аутономаши никада нису изјављивали да њихово политичко деловање има за циљ одвајање од Србије, већ само аутономију Војводине у саставу Србије. Поред политичких захтева војвођанских аутономаша, у Војводини политички делују и политичари из редова мађарске мањине, који заговарају стварање посебног аутономног региона за Мађаре на северу Војводине. Према предлогу, овај регион би носио назив Мађарска регионална самоуправа и обухватао би општине на северу Бачке и Баната, у којима претежно живе Мађари.
- Предлог Лиге Социјалдемократа Војводине о Републици Војводини у федерализованој Србији.
- Предлог Савеза војвођанских Мађара о Мађарској регионалној самоуправи на северу Војводине.